# Fußball-Weltmeisterschaft 2010/Deutschland
Dieser Artikel behandelt die deutsche Fußballnationalmannschaft bei der Fußball-Weltmeisterschaft 2010.

## Qualifikation
Die Mannschaft qualifizierte sich über die Qualifikationsspiele des europäischen Fußballverbandes UEFA für die Weltmeisterschaft in Südafrika.

### Spiele
In der ersten Runde traf Deutschland in der Gruppe 4 auf Russland, Finnland, Wales, Aserbaidschan und Liechtenstein. In den zehn daraus entstandenen Begegnungen trug Deutschland acht Siege und zwei Remis davon und qualifizierte sich so als Gruppensieger direkt für die WM-Endrunde. Der höchste Sieg in der Gruppenphase war gleich in der ersten Partie ein 6:0-Auswärtserfolg über Liechtenstein. Beide Remis erreichten die Deutschen gegen Finnland (3:3 und 1:1).
| Datum      | Spielort   | Gastgeber     |   | Gast          | Ergebnis  | Torschützen                                                                                   |
| ---------- | ---------- | ------------- | - | ------------- | --------- | --------------------------------------------------------------------------------------------- |
| 06.09.2008 | Vaduz      | Liechtenstein | – | Deutschland   | 0:6 (0:1) | Podolski (21., 48.), Rolfes (64.), Schweinsteiger (65.), Hitzlsperger (75.), Westermann (86.) |
| 10.09.2008 | Helsinki   | Finnland      | – | Deutschland   | 3:3 (2:2) | Johansson (33.), Klose (38.), Väyrynen (43.), Klose (45.), Sjölund (53.), Klose (83.)         |
| 11.10.2008 | Dortmund   | Deutschland   | – | Russland      | 2:1 (2:0) | Podolski (9.), Ballack (28.), Arschawin (51.)                                                 |
| 15.10.2008 | M’gladbach | Deutschland   | – | Wales         | 1:0 (0:0) | Trochowski (72.)                                                                              |
| 28.03.2009 | Leipzig    | Deutschland   | – | Liechtenstein | 4:0 (2:0) | Ballack (4.), Jansen (9.), Schweinsteiger (48.), Podolski (50.)                               |
| 01.04.2009 | Cardiff    | Wales         | – | Deutschland   | 0:2 (0:1) | Ballack (11.), Williams (48., Eigentor)                                                       |
| 12.08.2009 | Baku       | Aserbaidschan | – | Deutschland   | 0:2 (0:1) | Schweinsteiger (11.), Klose (53.)                                                             |
| 09.09.2009 | Hannover   | Deutschland   | – | Aserbaidschan | 4:0 (1:0) | Ballack (14., FE), Klose (55., 65.), Podolski (71.)                                           |
| 10.10.2009 | Moskau     | Russland      | – | Deutschland   | 0:1 (0:1) | Klose (35.)                                                                                   |
| 14.10.2009 | Hamburg    | Deutschland   | – | Finnland      | 1:1 (0:1) | Johansson (11.), Podolski (90.)                                                               |

### Abschlusstabelle der Qualifikationsrunde
| Pl. | Land          | Sp. | S | U | N | Tore    | Diff. | Punkte |
| --- | ------------- | --- | - | - | - | ------- | ----- | ------ |
| 1.  | Deutschland   | 10  | 8 | 2 | 0 | 026:500 | +21   | 26     |
| 2.  | Russland      | 10  | 7 | 1 | 2 | 019:600 | +13   | 22     |
| 3.  | Finnland      | 10  | 5 | 3 | 2 | 014:140 | ±0    | 18     |
| 4.  | Wales         | 10  | 4 | 0 | 6 | 009:120 | −3    | 12     |
| 5.  | Aserbaidschan | 10  | 1 | 2 | 7 | 004:140 | −10   | 05     |
| 6.  | Liechtenstein | 10  | 0 | 2 | 8 | 002:230 | −21   | 02     |

## Aufgebot
Ein vorläufiges Aufgebot wurde am 6. Mai in Stuttgart im Mercedes-Benz-Museum bekannt gegeben. Der FIFA konnte der Bundestrainer bis zum 11. Mai bis zu 30 Spieler nennen. Aus diesem Kader musste er dann bis zum 1. Juni die 23 WM-Spieler auswählen. Der endgültige Kader wurde am 4. Juni durch die FIFA bekanntgegeben.
Die Mannschaft von 2010 zeigte personell ein verändertes Gesicht. Viele der letzten WM-Spieler waren entweder außer Form, verletzt oder hatten das Ende ihrer Nationalmannschaftskarriere erreicht. Auf der Torwartposition entschied sich Bundestrainer Löw nach dem Tod Robert Enkes zunächst für den Leverkusener René Adler als Nr. 1, der jedoch aufgrund einer Rippenverletzung nicht zur Verfügung stand. Im Vorfeld der WM wurde besonders eine Rückkehr von Kevin Kurányi diskutiert. Löw hatte den Stürmer zuvor aus der Mannschaft ausgeschlossen. Am 3. Mai gab der Bundestrainer bekannt, dass Kurányi bei der WM endgültig nicht dabei sein werde. Torsten Frings wurde aus Altersgründen nicht mehr für die Nationalmannschaft berücksichtigt. Auf der Position im defensiven Mittelfeld zeigten sich daher Probleme, da Simon Rolfes durch eine Verletzung ausfiel und Thomas Hitzlsperger aufgrund seiner Formschwäche gar nicht erst nominiert wurde. Zudem mussten Mannschaftskapitän Michael Ballack (nach einer im englischen Pokalfinale erlittenen Sprunggelenksverletzung), Christian Träsch (nach einer Sprunggelenksverletzung in einem inoffiziellen DFB-Freundschaftsspiel gegen den FC Südtirol) und Heiko Westermann (nach einer Kahnbeinfraktur im linken Fuß in einem Vorbereitungsspiel gegen Ungarn) ihre Turnierteilnahmen absagen. Am 1. Juni 2010 wurde schließlich bekanntgegeben, dass Andreas Beck aus dem vorläufigen WM-Kader gestrichen wurde, um das Maximalkontingent von 23 Spielern zu erreichen.
Der deutsche WM-Kader 2010 war der erste seit 1978, der ausschließlich aus Bundesligaprofis bestand. Nach der WM wechselten Jérôme Boateng (Manchester City), Sami Khedira und Mesut Özil (beide Real Madrid) ins Ausland. Während der Wechsel von Boateng schon vor der WM feststand, kamen die Wechsel von Khedira und Özil erst nach der WM zustande.
| Nr.        | Spieler                | Verein              | Länderspiel- einsätze * | Länderspiel- tore * | Geburtsdatum  | Spiele   | Tore     | Gelbe Karten | Gelb-Rote Karten | Rote Karten |
| Torhüter   | Torhüter               | Torhüter            | Torhüter                | Torhüter            | Torhüter      | Torhüter | Torhüter | Torhüter     | Torhüter         | Torhüter    |
| ---------- | ---------------------- | ------------------- | ----------------------- | ------------------- | ------------- | -------- | -------- | ------------ | ---------------- | ----------- |
| 1          | Manuel Neuer           | FC Schalke 04       | 5                       | 0                   | 27. März 1986 | 6        | 0        | 0            | 0                | 0           |
| 12         | Tim Wiese              | Werder Bremen       | 2                       | 0                   | 17. Dez. 1981 | 0        | 0        | 0            | 0                | 0           |
| 22         | Hans Jörg Butt         | FC Bayern München   | 3                       | 0                   | 28. Mai 1974  | 1        | 0        | 0            | 0                | 0           |
| Abwehr     |                        |                     |                         |                     |               |          |          |              |                  |             |
| 2          | Marcell Jansen         | Hamburger SV        | 31                      | 2                   | 4. Nov. 1985  | 4        | 1        | 0            | 0                | 0           |
| 3          | Arne Friedrich         | Hertha BSC          | 72                      | 0                   | 29. Mai 1979  | 7        | 1        | 1            | 0                | 0           |
| 4          | Dennis Aogo            | Hamburger SV        | 2                       | 0                   | 14. Jan. 1987 | 1        | 0        | 0            | 0                | 0           |
| 5          | Serdar Taşçı           | VfB Stuttgart       | 12                      | 0                   | 24. Apr. 1987 | 1        | 0        | 0            | 0                | 0           |
| 14         | Holger Badstuber       | FC Bayern München   | 2                       | 0                   | 13. März 1989 | 2        | 0        | 0            | 0                | 0           |
| 16         | Philipp Lahm           | FC Bayern München   | 65                      | 4                   | 11. Nov. 1983 | 6        | 0        | 1            | 0                | 0           |
| 17         | Per Mertesacker        | Werder Bremen       | 62                      | 1                   | 29. Sep. 1984 | 7        | 0        | 0            | 0                | 0           |
| 20         | Jérôme Boateng         | Hamburger SV        | 5                       | 0                   | 3. Sep. 1988  | 5        | 0        | 0            | 0                | 0           |
| Mittelfeld |                        |                     |                         |                     |               |          |          |              |                  |             |
| 6          | Sami Khedira           | VfB Stuttgart       | 5                       | 0                   | 4. Apr. 1987  | 7        | 1        | 1            | 0                | 0           |
| 7          | Bastian Schweinsteiger | FC Bayern München   | 74                      | 21                  | 1. Aug. 1984  | 7        | 0        | 1            | 0                | 0           |
| 8          | Mesut Özil             | Werder Bremen       | 10                      | 1                   | 15. Okt. 1988 | 7        | 1        | 1            | 0                | 0           |
| 15         | Piotr Trochowski       | Hamburger SV        | 31                      | 2                   | 22. März 1984 | 4        | 0        | 0            | 0                | 0           |
| 18         | Toni Kroos             | Bayer 04 Leverkusen | 4                       | 0                   | 4. Jan. 1990  | 4        | 0        | 0            | 0                | 0           |
| 21         | Marko Marin            | Werder Bremen       | 9                       | 1                   | 13. März 1989 | 2        | 0        | 0            | 0                | 0           |
| Angriff    |                        |                     |                         |                     |               |          |          |              |                  |             |
| 9          | Stefan Kießling        | Bayer 04 Leverkusen | 4                       | 0                   | 25. Jan. 1984 | 2        | 0        | 0            | 0                | 0           |
| 10         | Lukas Podolski         | 1. FC Köln          | 73                      | 38                  | 4. Juni 1985  | 6        | 2        | 0            | 0                | 0           |
| 11         | Miroslav Klose         | FC Bayern München   | 96                      | 48                  | 9. Juni 1978  | 5        | 4        | 0            | 1                | 0           |
| 13         | Thomas Müller          | FC Bayern München   | 2                       | 0                   | 13. Sep. 1989 | 6        | 5        | 2            | 0                | 0           |
| 19         | Cacau                  | VfB Stuttgart       | 8                       | 3                   | 27. März 1981 | 4        | 1        | 1            | 0                | 0           |
| 23         | Mario Gómez            | FC Bayern München   | 34                      | 12                  | 10. Juli 1985 | 4        | 0        | 0            | 0                | 0           |

(*) angegeben sind nur die Spiele und Tore, die vor Beginn der Weltmeisterschaft absolviert bzw. erzielt wurden.

## Quartier der Mannschaft
Während der WM hatte die deutsche Mannschaft ihr Basislager im Velmore Grande Hotel in Erasmia bezogen. Das Hotel lag zwischen Pretoria und Johannesburg.

## Endrunde

### Vorrunde
In der Vorrunde der Weltmeisterschaft 2010 in Südafrika traf die deutsche Fußballnationalmannschaft in der Gruppe D auf Australien, Serbien und Ghana.
| Pl. | Land        | Sp. | S | U | N | Tore    | Diff. | Punkte |
| --- | ----------- | --- | - | - | - | ------- | ----- | ------ |
| 1.  | Deutschland | 3   | 2 | 0 | 1 | 005:100 | +4    | 06     |
| 2.  | Ghana       | 3   | 1 | 1 | 1 | 002:200 | ±0    | 04     |
| 3.  | Australien  | 3   | 1 | 1 | 1 | 003:600 | −3    | 04     |
| 4.  | Serbien     | 3   | 1 | 0 | 2 | 002:300 | −1    | 03     |

|                                                               |   |             |           |
| So., 13. Juni 2010 um 20:30 Uhr in Durban                     |   |             |           |
| Deutschland                                                   | – | Australien  | 4:0 (2:0) |
| Fr., 18. Juni 2010 um 13:30 Uhr in Port Elizabeth             |   |             |           |
| Deutschland                                                   | – | Serbien     | 0:1 (0:1) |
| Mi., 23. Juni 2010 um 20:30 Uhr in Johannesburg (Soccer City) |   |             |           |
| Ghana                                                         | – | Deutschland | 0:1 (0:0) |

Gegen Serbien gab es für Deutschland ein Wiedersehen mit aus der Bundesliga bekannten Gesichtern. Für den Kader Serbiens wurden Neven Subotić (Borussia Dortmund), Zdravko Kuzmanović (VfB Stuttgart), Zoran Tošić (1. FC Köln), Gojko Kačar (Hertha BSC), Antonio Rukavina (TSV 1860 München) und der ehemalige Hertha-Stürmer Marko Pantelić nominiert. Serbien nahm zum ersten Mal an einer WM teil; das frühere Jugoslawien ist Deutschlands häufigster WM-Gegner. In sechs Spielen gab es vier Siege für Deutschland, ein Remis und eine Niederlage bei einem Torverhältnis von 11:4. Gegen Serbien spielte Deutschland zuvor erst einmal. Bei der Vorbereitung auf die EM 2008 gab es in Gelsenkirchen ein 2:1.
Von den Akteuren aus dem vorläufigen Kader Australiens spielte Dario Vidosic (1. FC Nürnberg) in Deutschland. Auch Michael Beauchamp konnte Erfahrung in der Bundesliga sammeln, er spielte von 2006 bis 2008 beim 1. FC Nürnberg. Dies konnte auch Joshua Kennedy, der von 2000 bis 2009 für diverse deutsche Vereine spielte. Bereits 1974 trafen Deutschland und Australien in der WM-Vorrunde aufeinander. Damals siegte Deutschland mit 3:0. Zudem gab es 2005 beim Confed-Cup ein 4:3 in der Vorrunde.
Beim Spiel gegen Ghana kam es erstmals in der WM-Geschichte zu einem Duell zwischen zwei Halbbrüdern: Jérôme Boateng, der für Deutschland spielt, und Kevin-Prince Boateng, der für Ghana nominiert wurde, zuvor aber mehrere deutsche U-Nationalmannschaften bis hin zur U21 durchlaufen hatte. Der Ghanaer Kevin-Prince Boateng war zuvor beim englischen Cupfinale zwischen Chelsea und Portsmouth durch ein Foul am deutschen Nationalmannschaftskapitän Michael Ballack aufgefallen. Durch das Foul wurde Ballack so schwer verletzt, dass er für die ganze WM ausfiel.
Weitere Bundesligaspieler Ghanas waren Hans Sarpei (Bayer 04 Leverkusen) sowie Isaac Vorsah und Prince Tagoe (TSG 1899 Hoffenheim). Das zuvor einzige Spiel zwischen Deutschland und Ghana fand 1993 in Bochum statt und endete mit 6:1 nach 0:1 zur Halbzeit.
Gegen Australien legte die deutsche Mannschaft einen überzeugenden Start in das Turnier hin. Schon früh gerieten die Australier wegen eines missglückten Tacklings seitens des australischen Rekordtorschützen Tim Cahill gegen Bastian Schweinsteiger, das mit Rot geahndet wurde, in Unterzahl. Dank einer guten Offensivleistung erreichte man einen 4:0-Sieg. Ein frühzeitiger Platzverweis für Torjäger Miroslav Klose und viele ungenutzte Torchancen, darunter ein vergebener Elfmeter, warfen die Deutschen im zweiten Spiel jedoch wieder zurück. Dazu kam noch ein schwerwiegender Abwehrfehler, so dass man Serbien mit 0:1 unterlag. In einem nervösen Entscheidungsspiel gegen Ghana mit Chancen auf beiden Seiten konnte sich der Gruppenfavorit schließlich dank eines gezielten Fernschusstreffers von Mesut Özil mit 1:0 doch noch als Tabellenerster für das weitere Turnier qualifizieren. Özils Tor wurde anschließend zum drittschönsten Tor der WM gewählt.

### Finalrunde

#### Achtelfinale
|                                                 |   |         |           |
| So., 27. Juni 2010 um 16:00 Uhr in Bloemfontein |   |         |           |
| Deutschland                                     | – | England | 4:1 (2:1) |

##### Vorgeschichte
Im Achtelfinale kam es zum Klassiker gegen England. Bei Weltmeisterschaften war die Bilanz zuvor ausgeglichen. Bei vier Spielen kam es zu einem Sieg (3:2 n. V. im Viertelfinale 1970), einer Niederlage (2:4 n. V. im Finale 1966) und zwei Remis (0:0 in der Zwischenrunde 1982 und 1:1 n. V. im Halbfinale 1990). 1990 konnte Deutschland die Partie im Elfmeterschießen mit 4:3 für sich entscheiden. Das vorhergehende Spiel zwischen beiden Mannschaften am 19. November 2008 endete mit 1:2. Deutschland und England waren neben Italien die einzigen Mannschaften bei der WM, in deren Kader nur Spieler aus der heimischen Liga standen.
Vier der eingesetzten deutschen Spieler standen auch 2009 in der Mannschaft, die das Finale der U-21-Europameisterschaft mit 4:0 gegen England gewonnen hatten. Auf Seiten der Engländer lief bei der damaligen Partie mit James Milner ebenfalls ein aktueller Spieler auf.

##### Spielverlauf
Während der Achtelfinalbegegnung konnte die früh angreifende und schnell kombinierende deutsche Mannschaft durch Klose in Führung gehen, der sich nach einem weiten Abschlag des Torwarts Manuel Neuer gegen seinen Gegenspieler durchsetzte und knapp vor Torwart James an den Ball kam. Dem 2:0 durch Podolski ging eine Reihe schneller Pässe voraus, bei der Klose Müller und Müller Podolski bediente. Podolski konnte aus spitzem Winkel einen starken Schuss mit dem linken Fuß gegen den Innenpfosten abgeben. Nach einem Eckball in der 37. Minute köpfte Innenverteidiger Matthew Upson den überraschenden Anschlusstreffer für England ein und erzielte damit sein zweites Länderspieltor. In der Folgezeit bis zur Halbzeitpause zeigte das bis dahin sichere deutsche Team deutliche Konzentrationsschwächen. Glück hatte die deutsche Mannschaft, als der Ball nach einem Lattenschuss von Frank Lampard die Torlinie in vollem Durchmesser überquert hatte, Schiedsrichter und Assistent jedoch kein Tor gaben, wodurch die Erinnerung an das Wembley-Tor wieder wach wurde. In der zweiten Halbzeit verstärkte England zunächst den Druck, aber Deutschland spielte wieder sicheren Kombinationsfußball und begann England auszukontern. Müller erzielte zwei Tore nach Kontern in der 67. und 70. Minute und führte somit die Scorer-Liste dieser WM an. Danach unternahmen beide Mannschaften weitgehend keine Anstrengungen mehr, das Ergebnis zu ihren Gunsten zu verbessern. Bundestrainer Löw wechselte Gómez und Trochowski sowie Kießling ein, der damit zu seinem ersten WM-Einsatz kam.

#### Viertelfinale
|                                            |   |             |           |
| Sa., 3. Juli 2010 um 16:00 Uhr in Kapstadt |   |             |           |
| Argentinien                                | – | Deutschland | 0:4 (0:1) |

##### Vorgeschichte
Im Viertelfinale kam es wie 2006 zur Begegnung mit Argentinien, bei der Deutschland im Elfmeterschießen gesiegt hatte. Beide trafen erstmals 1958 bei einer WM aufeinander. Deutschland gewann in der Vorrunde als amtierender Weltmeister mit 3:1 gegen den amtierenden Südamerikameister. Auch das zweite Spiel zwischen beiden war ein WM-Vorrundenspiel, 1966 trennten sich beide 0:0. 1986 und 1990 standen sich beide in den Endspielen gegenüber und jede Mannschaft konnte einmal gewinnen. Der Finalsieg 1990 war auch der bis dahin letzte Sieg Deutschlands gegen Argentinien. Das letzte Aufeinandertreffen vor der WM konnte Argentinien am 3. März 2010 mit 1:0 gewinnen.

##### Spielverlauf
Musste Deutschland 2006 einen Rückstand aufholen, nachdem man in der 49. Minute das 0:1 hinnehmen musste, so gelang diesmal der deutschen Mannschaft schon in der 3. Minute die 1:0-Führung durch das vierte WM-Tor von Thomas Müller. Danach kam die deutsche Mannschaft zu weiteren Chancen, konnte aber keine verwerten. Als Argentinien in der zweiten Hälfte den Druck erhöhte, gelangen der deutschen Mannschaft kurz hintereinander zwei weitere Tore zur vorentscheidenden 3:0-Führung (2:0 durch Miroslav Klose, 68.), wobei Arne Friedrich in der 74. Minute sein einziges Länderspieltor gelang. In den Schlussminuten kam Miroslav Klose zu seinem zweiten Tor in diesem Spiel, wodurch er mit Gerd Müller in der ewigen WM-Rangliste mit 14 Toren gleichzog. Das 4:0 war der bisher höchste deutsche Sieg gegen Argentinien und der dritte bei einer Weltmeisterschaft. Während die WM-Bilanz positiv für die deutsche Mannschaft blieb, blieb die Gesamt-Bilanz gegen Argentinien mit sechs Siegen, fünf Unentschieden und acht Niederlagen weiterhin negativ.

#### Halbfinale
|                                          |   |         |           |
| Mi., 7. Juli 2010 um 20:30 Uhr in Durban |   |         |           |
| Deutschland                              | – | Spanien | 0:1 (0:0) |

##### Vorgeschichte
Spanien war der erste Gegner in der K.-o.-Runde, gegen den Deutschland insgesamt eine positive Bilanz hatte. In 20 Spielen gab es zuvor acht Siege und je sechs Remis und Niederlagen. Auch bei WM-Turnieren war die Bilanz vor dem Spiel positiv (zwei Siege, ein Remis). Dagegen ist die Bilanz bei EM-Endrunden negativ (ein Sieg, zwei Niederlagen) und das verlorene EM-Finale von 2008 war auch die letzte Begegnung zwischen beiden Mannschaften vor dem Halbfinale. Erstmals seit 1962 trafen bei einer WM wieder diejenigen Mannschaften aufeinander, welche sich schon im Finale der vorangegangenen EM gegenüberstanden. Auch 1966, beim ersten Aufeinandertreffen beider Mannschaften bei einer WM, das Deutschland mit 2:1 gewinnen konnte, waren die Spanier als Europameister angereist. Beide Mannschaften hatten in der Vorrunde ein Spiel verloren, danach aber alle Spiele gewonnen.

##### Spielverlauf
Die deutsche Mannschaft begann nervös und kam auf Grund des überragenden Kombinationsspiels der spanischen Mannschaft kaum in Ballbesitz und wenn, dann wurden die Bälle zu ungenau zugespielt, so dass die Spanier immer wieder ihr Passspiel aufziehen konnten. Insbesondere den neu in die Mannschaft gekommenen Pedro hatten sie nicht auf der Rechnung. Bis auf eine Chance durch einen Pass in den freien Raum auf David Villa, den Manuel Neuer durch rechtzeitiges Herauslaufen entschärfen konnte, blieb aber auch Spanien ohne große Torchancen. In der zweiten Halbzeit spielte die deutsche Mannschaft etwas mutiger, kam aber auch nur zu einer großen Torchance durch den eingewechselten Toni Kroos, der aber am spanischen Torhüter Iker Casillas scheiterte. Drei Minuten später fiel das Tor der Spanier zum 1:0. Abwehrspieler Carles Puyol köpfte nach einer Ecke ein. Danach versuchte die deutsche Mannschaft verzweifelt den Ausgleich zu erzielen, hatte aber immer wieder Probleme den Ball zurückzuerobern. Am Ende musste die deutsche Mannschaft wie im EM-Finale die Überlegenheit der Spanier anerkennen.

#### Spiel um Platz 3
|                                                   |   |             |           |
| Sa., 10. Juli 2010 um 20:30 Uhr in Port Elizabeth |   |             |           |
| Uruguay                                           | – | Deutschland | 2:3 (1:1) |

##### Vorgeschichte
Im „kleinen Finale“ trafen wie 1970 erneut Uruguay und Deutschland aufeinander. Beide standen sich zuvor bei WM-Spielen dreimal gegenüber: zwei Siege und ein Remis standen dabei für Deutschland zu Buche. Auch die Gesamtbilanz war mit sechs Siegen, zwei Remis und einer Niederlage positiv. Die einzige Niederlage stammt aus dem ersten Aufeinandertreffen bei den Olympischen Spielen 1928. Mit 1:4 unterlag Deutschland im Viertelfinale gegen den späteren Olympiasieger und verlor Richard Hofmann und Hans Kalb durch Platzverweise, wobei Kalb der erste Deutsche war, der in einem Länderspiel vom Platz gestellt wurde. Da auch der Uruguayer José Nasazzi das Spielende nicht auf dem Platz erlebte, ist es das Spiel mit den meisten Platzverweisen in der deutschen Fußballgeschichte. Auch das WM-Viertelfinale 1966 ging nicht ohne Platzverweise über die Bühne. Dort traf es die beiden Uruguayer Héctor Silva und Horacio Troche, den es danach für einige Jahre in die deutschen Ligen verschlug. Das letzte Spiel zwischen beiden Mannschaften am 13. Oktober 1993, bei dem Lothar Matthäus den Rekord von Franz Beckenbauer mit 103 Länderspielen einstellte, ging mit 5:0 an die deutsche Mannschaft.
Deutschland musste in dem Spiel auf drei Stammspieler verzichten: Lahm und Podolski fehlten wegen eines grippalen Infekts, von dem auch Trainer Löw betroffen war, Klose musste wegen Rückenbeschwerden verzichten. Er verpasste damit die Chance, mit einem möglichen 15. Tor bei einer WM zum brasilianischen Rekordhalter Ronaldo aufzuschließen. Dennis Aogo stand dafür erstmals in der Startaufstellung. Auch ein Ersatztorhüter sollte eine Chance auf einen Einsatz bekommen, jedoch musste die Nummer 2, Tim Wiese, wegen einer Knieverletzung passen. So stand mit Hans Jörg Butt der älteste Spieler der Mannschaft im Tor und machte mit seinem ersten WM-Spiel überhaupt auch gleichzeitig sein letztes Länderspiel.

##### Spielverlauf
In einem abwechslungsreichen Spiel, in dem beide Mannschaften weitgehend mit „offenem Visier“ spielten, ging Deutschland in der 19. Minute durch Thomas Müller in Führung. Nachdem der uruguayische Torwart einen Distanzschuss von Schweinsteiger nach vorne abprallen ließ, hatte Müller am schnellsten geschaltet. Es war Müllers fünftes Turniertor und weil er im Turnierverlauf auch drei Torvorlagen gab, verlieh man ihm nach dem Turnier den „Goldenen Schuh“ als bester Torschütze und Vorlagengeber der WM. In der Folge hatte Deutschland das Spiel im Griff, als aber Schweinsteiger in der 28. Minute den Ball im Mittelfeld vertändelte, schalteten die Uruguayer schnell und erzielten den Ausgleich. In der 51. Minute gelang zudem Diego Forlán mit dem „schönsten Tor der WM“ die 2:1-Führung und damit ebenfalls sein fünfter Turniertreffer. Fünf Minuten später köpfte aber Marcell Jansen zum 2:2-Ausgleich ein, ehe Sami Khedira in der Schlussphase mit seinem ersten Turniertreffer der Sieg und damit den Gewinn der Bronzemedaille sicherte. Daran konnte auch ein Lattentreffer von Forlán in der letzten Minute nichts ändern.

### Fazit
Die deutsche Mannschaft zeigte insbesondere in den Spielen gegen Australien, England, Argentinien und Uruguay beherzten Angriffsfußball, indem sie den Gegner dominierte und durch schnelle und überraschende Kombinationen erfolgreich den Torabschluss suchte. Mit 16 Toren war sie die in dieser Beziehung erfolgreichste Mannschaft der WM und die Spielweise der deutschen Mannschaft wurde von der ausländischen Presse einhellig gelobt. Im Spiel gegen Spanien wurden ihr aber auch die Grenzen aufgezeigt, so dass es erneut nicht zum Finaleinzug reichte. Am Tag nach dem Spiel um Platz 3 kündigte Bundespräsident Christian Wulff an, Bundestrainer Löw das Bundesverdienstkreuz und den Spielern das Silberne Lorbeerblatt zu verleihen. Thomas Müller wurde von der Technischen Studien-Gruppe (TSG) der FIFA zum „Besten Jungen Spieler“ des Turnieres gewählt. Er löste damit Lukas Podolski ab, der diese Auszeichnung vier Jahre zuvor erhalten hatte. Als Torschützenkönig erhielt er außerdem den „Goldenen Schuh“, den vier Jahre zuvor Miroslav Klose gewonnen hatte. Mesut Özil und Bastian Schweinsteiger wurden zudem für die Wahl zum besten Spieler der WM nominiert, Philipp Lahm und Bastian Schweinsteiger in die Mannschaft des Turniers gewählt.
Zusätzlich wurde die deutsche Auswahl in einer Online-Abstimmung der FIFA zur unterhaltsamsten Mannschaft des Turniers gewählt und sollte wie im Reglement angekündigt dafür offiziell ausgezeichnet werden. Diese Ankündigung nahm die FIFA jedoch wieder zurück.